# Baseline Surface Radiation Network
Het Baseline Surface Radiation Network (BSRN) is een project in het kader van het World Climate Research Programme (WCRP) en het Global Energy and Water Cycle Experiment (GEWEX). Het is erop gericht veranderingen in de stralingsbalans nabij het aardoppervlak op te sporen, omdat deze belangrijk zijn voor het begrip van klimaatverandering. BSRN is opgebouwd uit 55 meetstations verspreid over de wereld waaronder de Meetmast Cabauw in Nederland. De gegevens van BSRN worden opgeslagen, en ter beschikking gesteld door het World Radiation Monitoring Center (WRMC). Deze faciliteit is opgericht door Atsumu Ohmura in 1992 en werd tot en met 2007 beheerd door ETH. Sinds 2008 is het beheer overgegaan op het Alfred Wegener Institute for Polar and Marine Research (AWI), in Duitsland.

## Doelen
- De (veranderingen in) achtergrondniveaus van korte- en langegolfstraling te kunnen meten die zo min mogelijk onder directe invloed staan van lokale menselijke activiteiten.
- Gegevens te verstrekken om schattingen van de stralingsbalans of basis van satellietmetingen te kunnen ijken.
- Waarnemingen verzamelen van hoge kwaliteit om daarmee theoretische modelberekeningen van de stralingsbalans te kunnen valideren.